# Видоновское сельское поселение
Видоновское се́льское поселе́ние — муниципальное образование в Упоровском районе Тюменской области Российской Федерации.
Административный центр — село Масали.

## История
Статус и границы сельского поселения установлены Законом Тюменской области от 5 ноября 2004 года № 263 «Об установлении границ муниципальных образований Тюменской области и наделении их статусом муниципального района, городского округа и сельского поселения».

## Население
| 2010  | 2011  | 2012  | 2013  | 2014  | 2015  | 2016  |
| ----- | ----- | ----- | ----- | ----- | ----- | ----- |
| 1752  | ↗1753 | ↘1740 | ↘1708 | ↗1717 | ↗1747 | ↘1742 |
| 2017  | 2018  | 2019  | 2020  | 2021  |       |       |
| ↗1761 | ↘1745 | ↗1752 | ↘1716 | ↗1752 |       |       |

## Состав сельского поселения
| № | Населённый пункт | Тип населённого пункта       | Население |
| - | ---------------- | ---------------------------- | --------- |
| 1 | Видонова         | деревня                      | 323       |
| 2 | Дубровинский     | посёлок                      | 160       |
| 3 | Кизак            | посёлок                      | 199       |
| 4 | Маркова          | деревня                      | 142       |
| 5 | Масали           | село, административный центр | 928       |

- Журавлёва - упразднённая в 1973 году деревня на территории Видоновского сельского поселения.
- Хрящевка - упразднённая в 1973 году деревня на территории Видоновского сельского поселения.